# San Julián (Bolivia)
San Julián es una ciudad y municipio de Bolivia, ubicado en la provincia Ñuflo de Chaves del departamento de Santa Cruz.
Este municipio está poblado mayormente por emigrantes de diferentes zonas del interior del país, quechuas y en menor proporción por habitantes originarios de tierras bajas, guaraní y chiquitanos.
Es una zona con un gran potencial agropecuario por la calidad de sus suelos, que proporcionan soja, girasol, maíz, arroz, frijol y sésamo.
La localidad se encuentra al noroeste a 140 km de la ciudad de Santa Cruz de la Sierra y por el municipio pasa la carretera asfaltada Santa Cruz - Trinidad. La principal festividad es la de San Juan, el 24 de junio.
Fue creado como cuarta sección de la provincia Ñuflo de Chaves mediante Ley 1091 del 21 de febrero de 1989.

## Demografía
De acuerdo con el censo boliviano de 2024, la población del municipio de San Julián es de 44 635 habitantes.
La población del municipio aumentó en más de dos tercios entre 1992 y 2012, pero luego se estancó hasta 2024:
| Año  | Habitantes (municipio) | Fuente |
| ---- | ---------------------- | ------ |
| 1992 | 27.087                 | Censo  |
| 2001 | 38.027                 | Censo  |
| 2012 | 47.416                 | Censo  |
| 2024 | 44.635                 | Censo  |

La población tiene una gran diversidad de orígenes, aunque existe predominancia quechua procedente de los departamentos de Potosí y Chuquisaca, se destaca también la presencia de comunidades guaraníes y chiquitanas.
Los idiomas principales son el castellano y el quechua y en menor número el guaraní y el chiquitano. 
La capital del municipio, San Julián, cuenta con 28.000 habitantes según el Censo INE 2012.
Algunos centros poblados y comunidades del municipio incluyen:
- La Asunta: 1.400 habitantes,
- Villa Paraíso: 1.200 habitantes,
- Villa Victoria: 900 habitantes,
- Illimani N29: 800 habitantes,
- Berlín Los Troncos: 800 habitantes,
- El Carmen: 500 habitantes.

Más de 200 comunidades conforman este municipio.
La población total del municipio es de 47 416 habitantes (INE 2012).

## Geografía
San Julián es un municipio en la provincia Ñuflo de Chaves y se encuentra a 140 km al noroeste de la ciudad de Santa Cruz de la Sierra, la capital departamental. La topografía presenta llanuras y la temperatura media anual es de 24,3 °C. El río Grande o Guapay bordea el extremo occidental de San Julián Sur y Berlín, mientras que el río San Julián bordea el extremo oriental de Brecha Casarabe.

## Organizaciones y sectores sociales
Las Organizaciones Sociales y Sindicatos Agrarios desde la fundación de San Julián han adquirido un rol protagónico en la vida y desarrollo de San Julián. Los movimientos sociales de esta región fueron protagonistas de eventos históricos como la Guerra del Gas de octubre de 2003, cuando las Federaciones de Colonizadores de San Julián se movilizan con bloqueo de la carretera Santa Cruz - Trinidad, en rechazo a la intención del Gobierno de Gonzalo Sánchez de Lozada de exportar gas por puertos chilenos, estas movilizaciones fueron reprimidos por las fuerzas policiales y militares del gobierno, pierde la vida un campesino de San Julián.
Otro hecho a destacar de las Organizaciones de San Julián es el Impulsar la Nacionalizacion de los Hidrocarburos, mismo que se hace realidad el 1 de mayo de 2006: San Julián impulsó y apoyó de forma contundente el trabajo de la Asamblea Constituyente de Bolivia de 2006, la cual aprobó la Actual Constitución Política del Estado. En esta lucha tuvo que enfrentarse al proyecto de la llamada Media Luna que el año 2007 y 2008 a la cabeza del CONALDE se opusieron a la promulgación de la Nueva Constitución Política del Estado.
Principales organizaciones y sectores sociales de San Julián:
- Federación Sindical de Comunidades Interculturales San Julián Sur - Villa Paraíso: la misma aglutina a más de 28 Comunidades Organizadas en 4 Centrales.
- Federación Especial de Comunidades Interculturales Productores Agropecuarios San Julián Norte: la misma aglutina a más de 120 Comunidades Organizadas en 16 Centrales.
- Federación de Comunidades Espontáneas Berlín: aglutina a más de 50 Comunidades Organizadas en 7 Centrales.
- Federación de Juntas Vecinales de San Julián: aglutina a más de 64 Barrios del área urbana de San Julián.
- Federación de Trabajadores Asalariados del Campo: esta organización aglutina a los trabajadores agrícolas y asalariados del Municipio.

## Gobierno local

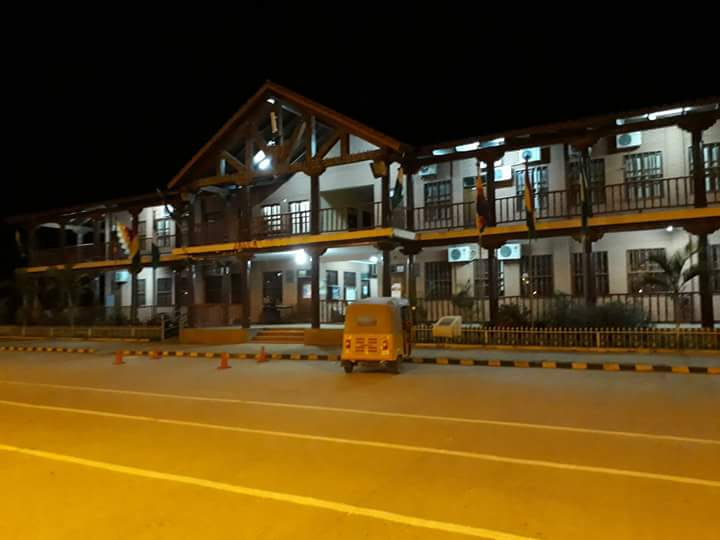
Edificio principal del Gobierno Autónomo Municipal de San Julián

Como lo establece la Constitución Política del Estado Boliviano, San Julián se constituye en un municipio con un Gobierno Autónomo Municipal constituido por dos órganos. El Órgano Ejecutivo Municipal tiene como máxima autoridad al alcalde municipal electo por voto popular por un periodo de cinco años. El alcalde actual por el periodo 2015-2020 es Faustino C. Flores (MAS-IPSP). 

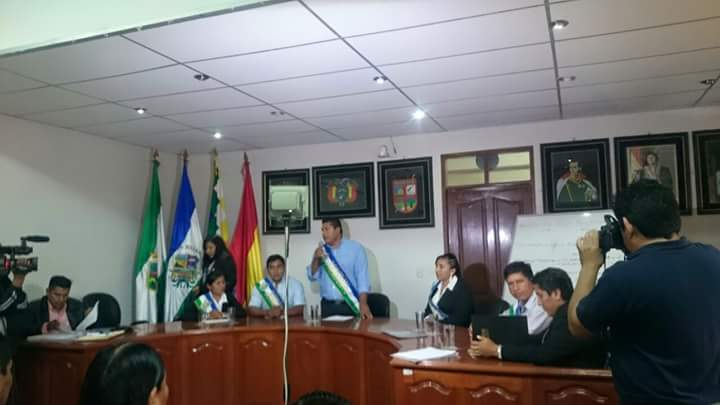
Concejo Municipal de San Julián

El Órgano Legislativo está conformado por un concejo municipal de siete miembros electos por voto por un periodo de cinco años.
En cuanto a la organización eclesiástica católica, la parroquia de San Julián se erigió el 1 de enero de 1990, por el obispo Eduardo Bösl, del Vicariato Apostólico de Ñuflo de Chávez.

## Organización Territorial
Según la Ley de Gobiernos Autónomos Municipales, San Julián se organiza en 15 distritos municipales y un distrito indígena:
- Distrito San Julián Centro
- Distrito Villa Paraíso
- Distrito Berlín Sur
- Distrito San Martin
- Distrito San Salvador
- Distrito La Asunta
- Distrito Monte Negro
- Distrito Illimani
- Distrito Limonal
- Distrito San Salvador
- Distrito 10 de Noviembre
- Distrito 2 de Agosto
- Distrito Berlín Norte
- Distrito Limoncitos
- Distrito Villa Verde
- Distrito Indígena Originario Campesino Guaraní 16 de Marzo

## Atractivos turísticos

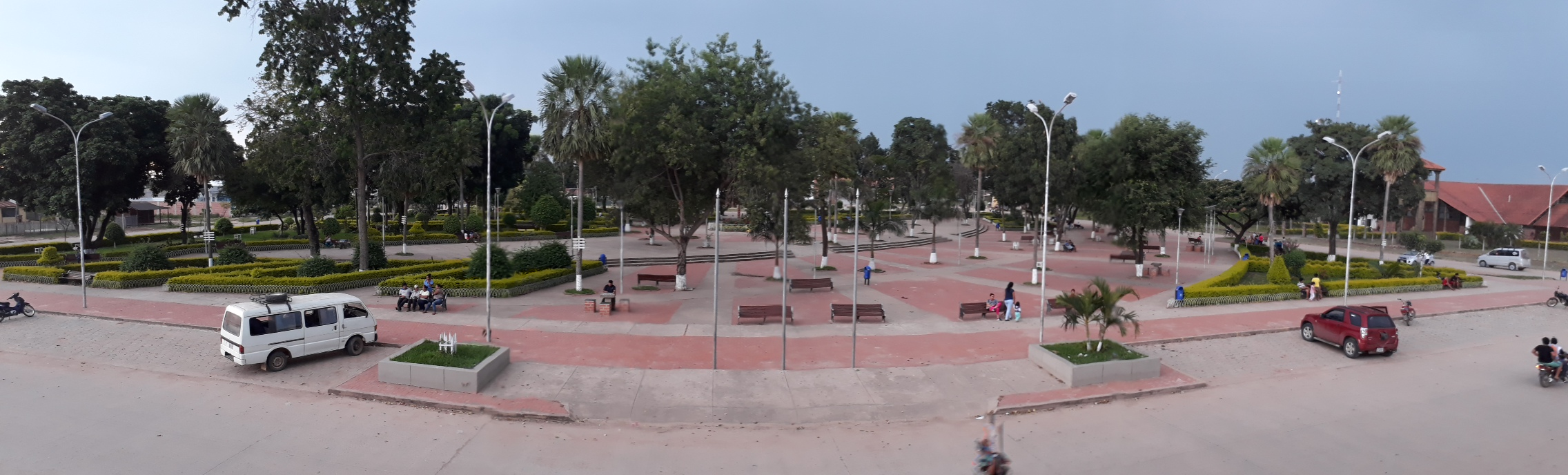
Plaza Principal 24 de Junio San Julián

El municipio de San Julián es recorrido por varios ríos como el río Grande, río San Julián, río Pailas, río Bolsón y río Secacuchial.
Algunos edificios de importancia son la alcaldía de San Julián (moderno edificio de estilo colonial) y la iglesia de San Julián.